# Antonio Pizzamano
Antonio Pizzamano (Venezia, fine 1461 o inizio 1462 – Venezia, 31 ottobre 1512) è stato un umanista e vescovo cattolico italiano.

## Biografia

### Origini e formazione
Di famiglia patrizia, era figlio di Marco Pizzamano e di Francesca Memmo.
Si formò negli ambienti umanistici di Venezia e, probabilmente, frequentò la Scuola di Rialto. All'inizio degli anni 1480 si portò a Padova, dove fu all'Università per seguire le lezioni di Francesco Securo da Nardò. Nella stessa città rafforzò i legami di amicizia con Domenico Grimani, futuro cardinale e patriarca di Aquileia.
Conseguita la laurea in arti liberali nel 1486, nonostante l'adesione al tomismo fu in stretto contatto con esponenti di altre correnti filosofiche e culturali, come Elia del Medigo, Giovanni Pico della Mirandola e Angelo Poliziano.

### Attività letteraria
Nel 1490 diede alle stampe un'edizione di opuscoli di san Tommaso d'Aquino (Opuscula divi Thome Aquinatis). La raccolta comprende 72 elementi, dei quali 52 erano già presenti nella Tabula aurea di Pietro Bergamo (1473) e 18 nella Summa opuscolorum beati Thome (1490 ca.); uno di questi ultimi, il De Universalibus, fu diviso in due parti alle quali seguì l'Officium de festo Corporis Christi. Nell'opera, ristampata nel 1498, il Pizzamano mise in dubbio l'autenticità di alcuni scritti del santo, pur non essendo un filologo.
Certamente raggiunse una certa fama (gli furono dedicate opere da Vettor Pisani, Benedetto da Soncino, Girolamo d'Ippolito, Heinrich Kramer e Maurice O'Fihely), ma la sua figura sembra sempre adombrata da quella di Domenico Grimani, divenuto patriarca nel 1497. Per conto di questi nel 1498 si recò nel convento di San Marco a Firenze, dove stese l'inventario della biblioteca di Giovanni Pico della Mirandola, morto pochi anni prima (la quale fu in effetti acquistata dallo stesso Grimani). In quella circostanza fu anche informatore del Senato veneziano, al quale inviò una «lettera copiosa di le cosse di Fiorenza».

### Carriera ecclesiastica
Nel 1497 fu a Roma per ricevere gli ordini sacri (forse solo quelli minori), ottenendo poi dal Grimani un canonicato a Padova. Nel 1498 ricevette il beneficio della pieve di Artegna e nel 1499 un canonicato ad Aquileia. La scelta di abbracciare definitivamente la vita religiosa fu certamente influenzata dall'incontro con l'eremita Ludovico Rizzi, alla morte del quale, nel 1503, fu presente e di cui scrisse la biografia (rimasta manoscritta e pubblicata molto tempo più tardi nella Historia ecclesiastica di Francesco Barbarano de' Mironi).
Non si sa quando prese gli ordini maggiori, né quando fu nominato protonotario apostolico. Di certo, in quegli anni era pienamente impegnato nella carriera ecclesiastica: nel 1503 il Senato lo candidò all'arcidiocesi di Zara, alla diocesi di Cremona e alla diocesi di Verona, ma il pontefice respinse tutte le proposte. Ebbe fortuna il 23 agosto 1504, quando fu nominato vescovo di Feltre, sebbene già nel novembre successivo tentasse, senza successo, di diventare patriarca di Venezia: il Senato gli preferì Antonio Surian, nonostante l'appoggio del Grimani e perfino di Giulio II. Nel palazzo vescovile feltrino (ora museo diocesano) fece affrescare nel 1504 ad Andrea Mantegna il manifesto politico e religioso del suo insediamento. L'opera, ritrovata sotto tre strati di intonaco dalla restauratrice Christine Lamoureux, rappresenta una serie di finte specchiature in marmo policromo e cornici contornate da figure a grisaille che racchiudono gli stemmi del doge Leonardo Loredan, del Leone di San Marco, del papa Giulio II, del patriarca di Aquileia ed amico Domenico Grimani, di Antonio Pizzamano, della città di Feltre e del castellano Gritti.
A Feltre si distinse come un pastore pietoso e caritatevole, ma non fu del tutto estraneo all'attività politica. La Repubblica, infatti, gli diede spesso incarichi informativi e diplomatici, a causa della posizione di confine della sua diocesi. Poco prima della battaglia di Agnadello del 1509, ad esempio, aveva ricevuto più volte dal Consiglio dei Dieci istruzioni per incontrare Massimiliano I in Germania.
Il 3 agosto dello stesso anno dovette riparare a Venezia dopo che un distaccamento dell'esercito imperiale aveva saccheggiato Feltre e riferì questi eventi al Senato. Tornò nella sua sede almeno due volte, nel 1510 e nel 1512. Nello stesso periodo fu anche amministratore apostolico della diocesi di Ceneda.
Morì in odore di santità nel 1512 e fu sepolto nella cattedrale di San Pietro di Castello. Specialmente dopo il ritrovamento, nel 1520, del suo corpo praticamente integro, fu a lungo venerato come beato dalla Chiesa locale, sebbene il suo culto non sia mai stato ufficializzato.